# Google Lunar X Prize
El Google Lunar X PRIZE, abreujat GLXP, de vegades denominat Moon 2.0, és una competició espacial organitzada per la Fundació X Prize, i patrocinada per Google. Es va anunciar a la Wired Nextfest el 13 de setembre de 2007. El desafiament requereix que equips de vol espacial privat, finançats per empreses privades tinguin èxit a llançar, allunar i viatjar a través de la superfície lunar amb un robot, enviant imatges especificades i altres dades a la Terra.